# ستيفن مارشال
ستيفن مارشال (23 نوفمبر 1989 في كندا - ) هو لاعب كرة طائرة شاطئية ولاعب كرة طائرة كندي. شارك في الدوري العالمي للكرة الطائرة 2015 ‏ و ودورة الألعاب الأمريكية 2015 والدوري العالمي للكرة الطائرة 2016 ‏ والدوري العالمي للكرة الطائرة 2017 ‏ والألعاب الجامعية الصيفية 2013 وWomen's NORCECA Volleyball Championship ‏ والدوري العالمي للكرة الطائرة 2014 ‏ ودوري الأمم للكرة الطائرة للرجال 2018 ‏ وبطولة العالم لكرة الطائرة للرجال 2014 والكرة الطائرة في الألعاب الأولمبية الصيفية 2016. ولعب مع SVG Lüneburg ‏ وBerlin Recycling Volleys ‏.

## وصلات خارجية
- ستيفن مارشال على موقع الاتحاد الدولي beach volleyball database (الإنجليزية)
- ستيفن مارشال على موقع الاتحاد الأوروبي (الإنجليزية)
- ستيفن مارشال على موقع قاعدة بيانات الكرة الطائرة الشاطئية (الإنجليزية)
- ستيفن مارشال على موقع الدوري الألماني للكرة الطائرة (الألمانية)
- ستيفن مارشال على موقع اللجنة الأولمبية الدولية (الإنجليزية)
- ستيفن مارشال على موقع أوليمبيديا (الإنجليزية)
- ستيفن مارشال على موقع اللجنة الأولمبية الكندية (الإنجليزية)